# هندرسون، بوئنوس آیرس
هندرسون، بوئنوس آیرس (به اسپانیایی: Henderson, Buenos Aires) یک زیستگاه انسانی در آرژانتین است که در Hipólito Yrigoyen Partido واقع شده‌است.

## خصوصیات
هندرسون ۹٬۵۸۵ نفر جمعیت دارد و ۱۰۵ متر بالاتر از سطح دریا واقع شده‌است.

## خواهرخوانده
شهر هندرسن، کنتاکی خواهرخواندهٔ هندرسون، بوئنوس آیرس هست.